# Lasiopa himalayensis
Lasiopa himalayensis är en tvåvingeart som beskrevs av Enrico Adelelmo Brunetti 1907. Lasiopa himalayensis ingår i släktet Lasiopa och familjen vapenflugor. Inga underarter finns listade i Catalogue of Life.